# Berlindekapel

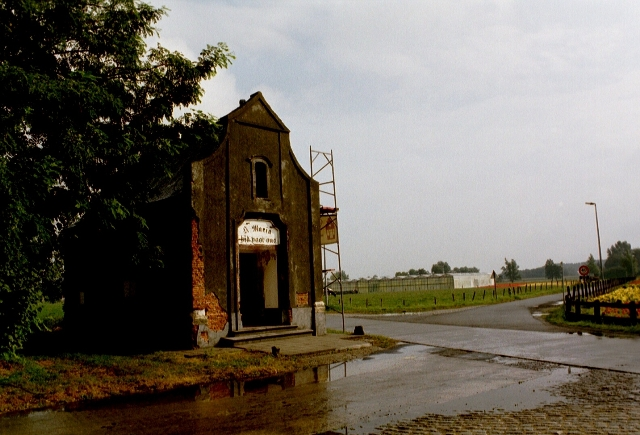
Berlindekapel, voorgevel

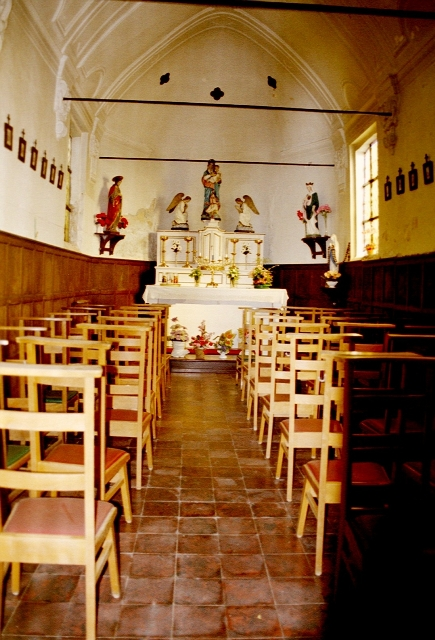
Interieur

De Berlindekapel is een wegkapel in de Oost-Vlaamse plaats Laarne, gelegen aan de Kapellestraat.

## Geschiedenis
Al in 1610 was sprake van een processie langs het gehucht berre linde, wat wijst op een godsdienstige betekenis van deze plaats. Mogelijk was er toen al een boomkapelletje op deze locatie. Ergens tussen 1670 en 1688 werd hier een kapel opgericht, die gewijd was aan Onze-Lieve-Vrouw.
In 1774 werd de kapel vergroot met twee zuidelijke traveeën. Omstreeks 1900 zou een klokkentorentje op het dak zijn geplaatst. Van 2008-2010 werd de kapel gerestaureerd.

## Gebouw
Het betreft een betreedbare kapel op rechthoekige plattegrond met een driezijdige, naar het noorden gerichte, koorafsluiting. De voorgevel, van omstreeks 1774, is een klokgevel die bekroond wordt door een driehoekig fronton.
Het interieur heeft stucwerk in rococostijl en Lodewijk XVI-stijl. Het altaar is in geschilderd hout uitgevoerd. Het doksaal heeft 18e-eeuwse deuren.